# Jakanur, Badami
Jakanur là một làng thuộc tehsil Badami, huyện Bagalkot, bang Karnataka, Ấn Độ.